# Conferència
|  | No s'ha de confondre amb Simposi o Convencions. |

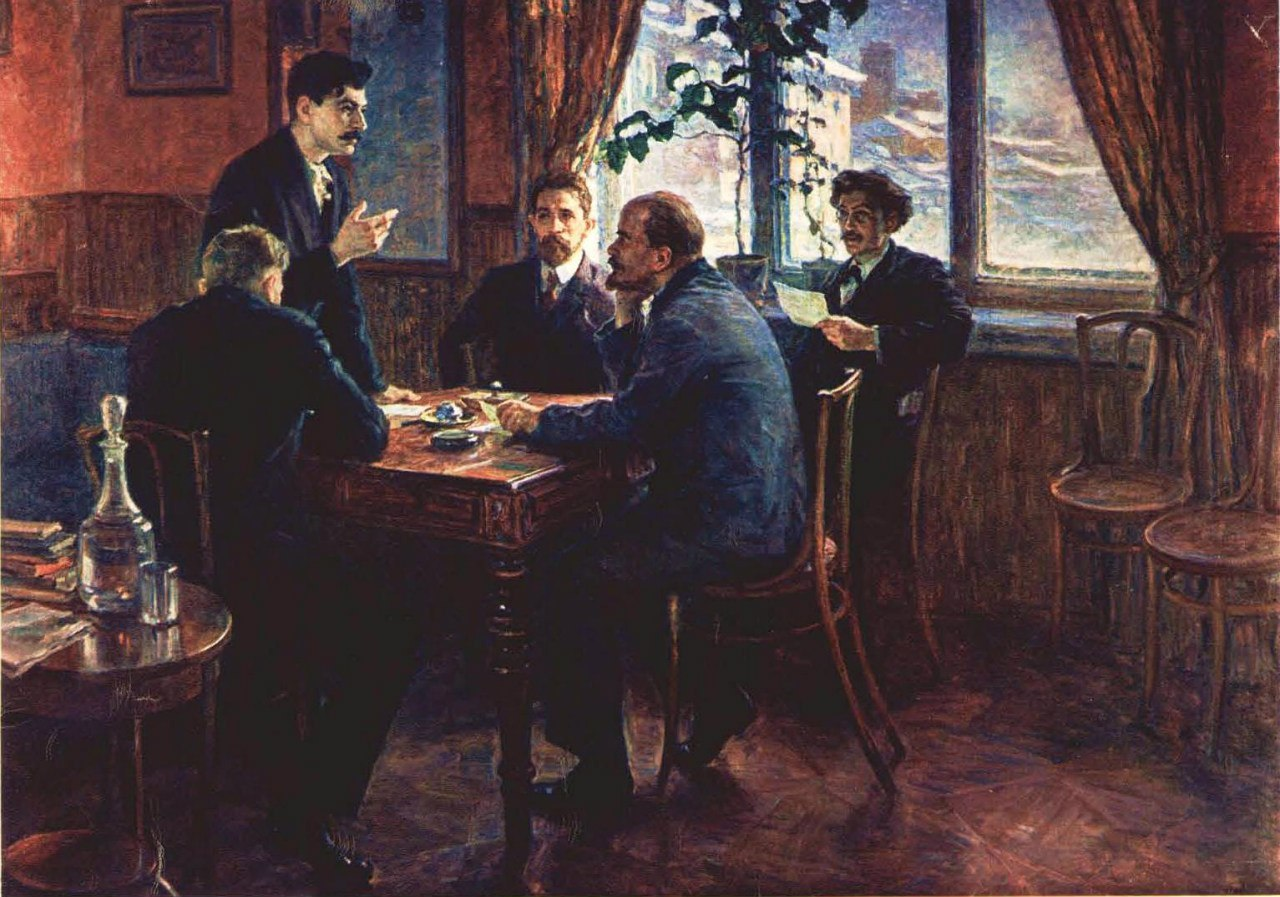
La "Conferència de Tampere de 1905" de l'artista Aleksandr Moravov, que representa la primera conferència del Partit Laborista Socialdemòcrata Rus a Tampere i, en particular, la primera reunió de Joseph Stalin i Vladimir Lenin.

Una conferència o conferència col·loqui és una reunió de dos o més experts en què es tracta en comú d'un afer, per discutir-lo i intercanviar opinions o informació nova sobre un tema determinat. Les conferències es poden utilitzar com a forma de presa de decisions en grup, tot i que la discussió, no sempre les decisions, és l'objectiu principal de les conferències.
Segón ús del terme: Dissertació oral preparada en què per una persona competent en la matèria parla en públic sobre un tema determinat (polític, científic, etc...). L'orador sol parlar sobre dit tema davant d'un auditori sense cap intervenció del públic fins al final.

## Història
El primer ús conegut de "conferència" apareix el 1527, que significa "una reunió de dues o més persones per discutir qüestions d'interès comú". Prové de la paraula "conferir", que significa "comparar opinions o assessorar-se". Tanmateix, la idea d'una conferència és molt anterior a la paraula. Sens dubte, mentre hi ha hagut gent, hi ha hagut reunions i discussions entre persones. Les evidències d'antigues formes de conferència es poden veure a les ruïnes arqueològiques d' àrees comunes on la gent es reunia per discutir interessos compartits com ara "plans de caça, activitats de guerra, negociacions per la pau o l'organització de celebracions tribals".
Des de la dècada de 1960, les conferències s'han convertit en un sector lucratiu de la indústria turística i s'han convertit en una indústria de cent mil milions de lliures anuals a escala mundial. El creixement arreu del món, fins i tot a Gran Bretanya, Alemanya, Filipines, Estats Units i Austràlia, ha fet que les conferències es converteixin en una indústria amb compradors, proveïdors, màrqueting, marca i instal·lacions per a conferències.
Es poden celebrar conferències modernes per tractar una varietat de temes, des de la política, fins a la ciència o l'esport. Moltes conferències es realitzen de manera periòdica, com ara anualment, bianualment (dos cops a l'any) o biennalment (cada dos anys)
Amb el desenvolupament de la tecnologia de les comunicacions, els congressistes tenen l'opció de substituir l'espai físic de reunió per una forma de reunió telefònica o virtual. Això ha donat lloc a termes com ara una conferència trucada o videoconferència .

## Tipus de conferències
Les conferències poden tenir diferents formats, temes i intencions.

### Formats de les conferències
- Teleconferència, en telecomunicacions, una trucada amb més de dos participants alhora
- Sala de conferències, sala on es fan conferències
- Videoconferència, amb la recepció i transmissió de senyals d'àudio-vídeo per part dels usuaris en diferents ubicacions

### Temes de les conferències
- Conferència acadèmica, en ciència i acadèmica, un esdeveniment formal on els investigadors presenten resultats, tallers i altres activitats
- Conferències anuals dins del metodisme, l'estructura de govern de certes esglésies metodistes; malgrat el nom, no es tracta d'esdeveniments individuals
- Conferència atlètica, agrupació competitiva d'equips, sovint geogràfica
- Conferència d'autors, o conferència d'escriptors, on els escriptors es reuneixen per revisar les seves obres escrites i suggerir millores
- Conferència de pares i professors, una reunió amb el professor d'un nen per discutir les notes i el rendiment escolar
- Conferència de pau, una reunió diplomàtica per posar fi al conflicte
- Roda de premsa, anunci a la premsa (prensa, ràdio, televisió) amb expectació de preguntes, sobre l'assumpte anunciat
- Jornada professional, trobada de professionals d'una determinada matèria o professió que tracten temes o novetats relacionades
- Conferència de resolució, una reunió entre el demandant i el demandat en una demanda, en què intenten resoldre la seva disputa sense procedir a judici.
- Fira o conferència comercial
- Conferència sense conferència o espai obert, una reunió impulsada pels participants que intenta evitar un o més aspectes d'una conferència convencional